# Grand Prix-wegrace van Groot-Brittannië 1978
De Grand Prix-wegrace van Groot-Brittannië 1978 was de tiende race van het wereldkampioenschap wegrace-seizoen 1978. De races werden verreden op 6 augustus 1978 op het Silverstone circuit nabij Silverstone (Northamptonshire). In Silverstone werd de wereldtitel in de 350cc-klasse beslist. De wereldtitel in de 125cc-klasse werd al voor de start beslist, want Pier Paolo Bianchi had zijn been gebroken in de Grand Prix van Finland en kon daardoor niet starten.

## 500 cc
De Britse 500cc-GP begon droog en opnieuw reed Wil Hartog aan de leiding. Hij werd even gepasseerd door Kenny Roberts, maar samen hadden ze een voorsprong op de rest van het veld. Barry Sheene zakte af naar de zesde plaats. Het begon te regenen terwijl iedereen op slicks reed. Hartog was een van de eerste uitvallers toen zijn motor op drie cilinders begon te lopen. De omstandigheden werden steeds slechter en Barry Sheene liet als eerste wielen met regenbanden monteren. Een aantal coureurs volgde dat voorbeeld, maar niet iedereen. Roberts deed het wel en won de race, maar Steve Manship (Suzuki) die op intermediates was gestart, bleef rijden en werd tweede, terwijl Sheene uiteindelijk derde werd. Door alle bandenwissels was niet iedereen overtuigd van de finishvolgorde: Marco Lucchinelli, die geen wielen had gewisseld, claimde de overwinning en diende tervergeefs een protest tegen de uitslag in. Kenny Roberts kon zelf niet uitsluiten dat hij de eerste plaats in Engeland ten onrechte had gekregen ("Ik word betaald om te rijden, niet om de ronden te tellen"), maar had in Duitsland in elk geval aan een vierde plaats genoeg om wereldkampioen te worden. Uiteindelijk bleek dat Roberts wel degelijk winnaar was.

### Uitslag 500 cc
| Pos | Coureur           | Merk          | Tijd       | Punten |
| --- | ----------------- | ------------- | ---------- | ------ |
| 1   | Kenny Roberts     | Yamaha        | 55' 56" 93 | 15     |
| 2   | Steve Manship     | Suzuki        | +8" 05     | 12     |
| 3   | Barry Sheene      | Suzuki        | +1' 06" 76 | 10     |
| 4   | Marco Lucchinelli | Cagiva-Suzuki | +1' 29" 35 | 8      |
| 5   | Teuvo Länsivuori  | Suzuki        | +1' 56" 98 | 6      |
| 6   | Gianni Rolando    | Suzuki        | +1 ronde   | 5      |
| 7   | Johnny Cecotto    | Yamaha        | +1 ronde   | 4      |
| 8   | John Newbold      | Suzuki        | +1 ronde   | 3      |
| 9   | Takazumi Katayama | Yamaha        | +1 ronde   | 2      |
| 10  | Virginio Ferrari  | Suzuki        | +1 ronde   | 1      |
| 11  | Michel Rougerie   | Suzuki        | +1 ronde   |        |
| 12  | John Williams     | Suzuki        | +1 ronde   |        |
| 13  | Alex George       | Suzuki        | +1 ronde   |        |
| 14  | Jack Middelburg   | Suzuki        | +1 ronde   |        |
| 15  | Steve Parrish     | Suzuki        | +2 ronden  |        |
| 16  | Philippe Coulon   | Suzuki        | +2 ronden  |        |
| 17  | Gerhard Vogt      | Yamaha        | +2 ronden  |        |
| 18  | Peter Sjöström    | Suzuki        | +3 ronden  |        |
| 19  | John Woodley      | Suzuki        | +3 ronden  |        |
| 20  | Dick Alblas       | Suzuki        | +3 ronden  |        |
| DNF | Wil Hartog        | Suzuki        | motor      |        |
| DNF | Graziano Rossi    | Suzuki        | val        |        |
| DNF | Gianfranco Bonera | Cagiva-Suzuki | ongeluk    |        |
| DNF | Bruno Kneubühler  | Suzuki        | banden     |        |
| DNF | Roger Marshall    | Suzuki        | banden     |        |
| DNF | Dennis Ireland    | Suzuki        | banden     |        |
| DNF | Jack Findlay      | Suzuki        | banden     |        |
| DNF | Leslie van Breda  | Suzuki        | motor      |        |
| DNF | Steve Baker       | Suzuki        |            |        |
| DNF | Boet van Dulmen   | Suzuki        |            |        |
| DNF | Graham Wood       | Suzuki        |            |        |
| DNF | Marc Fontan       | Suzuki        |            |        |
| DNF | Werner Nenning    | Suzuki        |            |        |
| DNF | Franz Rau         | Suzuki        |            |        |
| DNF | Ron Haslam        | Yamaha        |            |        |
| DNF | Dave Potter       | Suzuki        |            |        |
| DNF | Kevin Stowe       | Suzuki        |            |        |
| DNF | Max Wiener        | Suzuki        |            |        |
| DNF | Steve Wright      | Yamaha        |            |        |

## 350 cc
In de 350cc-race liet Kork Ballington de snel gestarte Tom Herron vijftien ronden lang aan de leiding rijden. Ballington volgde samen met Michel Rougerie, tot hij het wel genoeg vond en met tien seconden voorsprong de wedstrijd won. Daarmee behaalde hij tevens zijn eerste wereldtitel. Herron eindigde de race als tweede en Mick Grant werd derde.

### Uitslag 350 cc
| Pos | Coureur            | Merk            | Tijd       | Punten |
| --- | ------------------ | --------------- | ---------- | ------ |
| 1   | Kork Ballington    | Kawasaki        | 44' 43" 57 | 15     |
| 2   | Tom Herron         | Yamaha          | +10" 23    | 12     |
| 3   | Mick Grant         | Kawasaki        | +23" 01    | 10     |
| 4   | Michel Rougerie    | Yamaha          | +52" 43    | 8      |
| 5   | Gianfranco Bonera  | Yamaha          | +59" 09    | 6      |
| 6   | Vic Soussan        | Yamaha          | +59" 76    | 5      |
| 7   | Christian Sarron   | Yamaha          | +59" 85    | 4      |
| 8   | Olivier Chevallier | Yamaha          | +1' 00" 24 | 3      |
| 9   | Leif Gustafsson    | Yamaha          | +1' 00" 74 | 2      |
| 10  | Patrick Pons       | Yamaha          | +1' 30" 23 | 1      |
| 11  | Roland Freymond    | Yamaha          | +1' 31" 27 |        |
| 12  | Paolo Pileri       | Morbidelli      | +1' 31" 48 |        |
| 13  | Clive Padgett      | Yamaha          | +1 ronde   |        |
| 14  | Ian Richards       | Yamaha          | +1 ronde   |        |
| 15  | Sadao Asami        | Yamaha          | +1 ronde   |        |
| 16  | Jack Middelburg    | Yamaha          | +1 ronde   |        |
| 17  | Reino Eskelinen    | Yamaha          | +1 ronde   |        |
| 18  | Walter Villa       | Harley-Davidson | +1 ronde   |        |
| DNF | Takazumi Katayama  | Yamaha          | vastloper  |        |
| DNF | Gregg Hansford     | Kawasaki        | frame      |        |
| DNF | Derek Chatterton   | Yamaha          |            |        |
| DNF | Ray Quincey        | Yamaha          |            |        |
| DNF | John Williams      | Yamaha          |            |        |
| DNF | Tony Rutter        | Yamaha          |            |        |
| DNF | Gianni Rolando     | Yamaha          |            |        |
| DNF | Dennis Ireland     | Yamaha          |            |        |
| DNF | John Dodds         | Yamaha          |            |        |
| DNF | Jon Ekerold        | Yamaha          |            |        |
| DNF | Michel Frutschi    | Yamaha          |            |        |
| DNF | Víctor Palomo      | Yamaha          |            |        |
| DNF | Toni Mang          | Kawasaki        |            |        |
| DNF | Patrick Fernandez  | Yamaha          |            |        |
| DNF | Richard Hubin      | Yamaha          |            |        |
| DNF | Bruno Kneubühler   | Yamaha          |            |        |
| DNF | Guy Bertin         | Yamaha          |            |        |
| DNF | Eero Hyvärinen     | Yamaha          |            |        |
| DNF | John Newbold       | Yamaha          |            |        |
| DNF | Carlos Lavado      | Yamaha          |            |        |
| DNF | Raymond Roche      | Yamaha          |            |        |
| DNF | Ken Nemoto         | Yamaha          |            |        |

## 250 cc
In de 250cc-race ontstond na de start een leuke strijd tussen Tom Herron, Alain Chevallier en Kork Ballington, terwijl de achtervolgende groep werd aangevoerd door Toni Mang. Ballington viel echter uit door een uitgelopen big-end. Chevallier viel en moest zijn race in het achterveld voortzetten, maar Mang reed de snelste raceronde en drie ronden voor het einde passeerde hij Tom Herron. Raymond Roche (Yamaha), die in de 350cc-race was uitgevallen, werd derde.

### Uitslag 250 cc
| Pos | Coureur             | Merk       | Tijd       | Punten |
| --- | ------------------- | ---------- | ---------- | ------ |
| 1   | Toni Mang           | Kawasaki   | 43' 03" 32 | 15     |
| 2   | Tom Herron          | Yamaha     | +0" 19     | 12     |
| 3   | Raymond Roche       | Yamaha     | +23" 45    | 10     |
| 4   | Mick Grant          | Kawasaki   | +30" 82    | 8      |
| 5   | Olivier Chevallier  | Yamaha     | +30" 97    | 6      |
| 6   | Hans Müller         | Yamaha     | +31" 48    | 5      |
| 7   | Jean-François Baldé | Kawasaki   | +31" 63    | 4      |
| 8   | Patrick Fernandez   | Yamaha     | +31" 78    | 3      |
| 9   | Roland Freymond     | Yamaha     | +59" 41    | 2      |
| 10  | Marc Fontan         | Yamaha     | +59" 63    | 1      |
| 11  | Clive Padgett       | Yamaha     | +1' 10" 30 |        |
| 12  | Vic Soussan         | Yamaha     | +1' 11" 84 |        |
| 13  | Hervé Moineau       | Yamaha     | +1' 13" 67 |        |
| 14  | Greg Johnson        | Yamaha     | +1' 21" 87 |        |
| 15  | Dudley Cramond      | Yamaha     | +1' 31" 36 |        |
| 16  | Reino Eskelinen     | Yamaha     | +1' 34" 76 |        |
| 17  | Sadao Asami         | Yamaha     | +1' 35" 41 |        |
| 18  | Ken Nemoto          | Yamaha     | +1 ronde   |        |
| 19  | Harald Bartol       | HBI        | +1 ronde   |        |
| 20  | Bernard Murray      | Yamaha     | +1 ronde   |        |
| 21  | Yves de Kimpe       | Yamaha     | +1 ronde   |        |
| DNF | Kork Ballington     | Kawasaki   | motor      |        |
| DNF | Gregg Hansford      | Kawasaki   | val        |        |
| DNF | Mario Lega          | Morbidelli | val        |        |
| DNF | Ray Quincey         | Yamaha     |            |        |
| DNF | Paolo Pileri        | Morbidelli |            |        |
| DNF | Tony Rutter         | Yamaha     |            |        |
| DNF | Clive Horton        | Yamaha     |            |        |
| DNF | Pierluigi Conforti  | Yamaha     |            |        |
| DNF | John Dodds          | Yamaha     |            |        |
| DNF | Jon Ekerold         | Morbidelli |            |        |
| DNF | Dave Hickman        | Yamaha     |            |        |
| DNF | Pentti Korhonen     | Yamaha     |            |        |
| DNF | Leif Gustafsson     | Yamaha     |            |        |
| DNF | Derek Huxley        | Yamaha     |            |        |
| DNF | Richard Hubin       | Yamaha     |            |        |
| DNF | Per-Edvard Carlsson | Yamaha     |            |        |
| DNF | Guy Bertin          | Yamaha     |            |        |
| DNF | Eero Hyvärinen      | Yamaha     |            |        |
| DNF | John Williams       | Yamaha     |            |        |
| DNF | Ian Richards        | Yamaha     |            |        |
| DNQ | Walter Villa        | MBA        |            |        |

## 125 cc
Pier Paolo Bianchi (gebroken been) kwam uiteraard niet aan de start in Silverstone, en dat betekende dat Eugenio Lazzarini al wereldkampioen was. Ángel Nieto was nu de enige Minarelli-coureur en hij nam meteen de leiding om die niet meer af te staan. Lazzarini moest nog even vechten met Thierry Espié, maar ze werden allebei ingehaald door Clive Horton, die eerst nog op de zevende plaats had gelegen. Horton pakte de tweede plaats, Lazzarini werd derde.

### Uitslag 125 cc
| Pos | Coureur                | Merk       | Tijd       | Punten |
| --- | ---------------------- | ---------- | ---------- | ------ |
| 1   | Ángel Nieto            | Minarelli  | 44' 51" 08 | 15     |
| 2   | Clive Horton           | Morbidelli | +17" 02    | 12     |
| 3   | Eugenio Lazzarini      | MBA        | +21" 20    | 10     |
| 4   | Thierry Espié          | Motobécane | +29" 90    | 8      |
| 5   | Hans Müller            | Morbidelli | +40" 57    | 6      |
| 6   | Stefan Dörflinger      | Morbidelli | +40" 94    | 5      |
| 7   | Per-Edvard Carlsson    | Morbidelli | +45" 37    | 4      |
| 8   | Yves Dupont            | Morbidelli | +1' 01" 91 | 3      |
| 9   | Jean-Louis Guignabodet | Morbidelli | +1' 10" 39 | 2      |
| 10  | Felice Agostini        | Morbidelli | +1' 10" 65 | 1      |
| 11  | Karl Fuchs             | Morbidelli | +1' 44" 40 |        |
| 12  | Cees van Dongen        | Morbidelli | +1 ronde   |        |
| 13  | Daniel Meyer           | Morbidelli | +1 ronde   |        |
| 14  | Ernst Fagerer          | Morbidelli | +1 ronde   |        |
| 15  | Patrick Hérouard       | Morbidelli | +1 ronde   |        |
| 16  | Jan Ubels              | Morbidelli | +2 ronden  |        |
| 17  | Alain Pellet           | Morbidelli | +2 ronden  |        |
| DNF | Pierluigi Conforti     | MBA        |            |        |
| DNF | Harald Bartol          | Morbidelli |            |        |
| DNF | Laurent Gomis          | Morbidelli |            |        |
| DNF | August Auinger         | Morbidelli |            |        |
| DNF | Matti Kinnunen         | Morbidelli |            |        |
| DNF | Jean-Claude Selini     | Morbidelli |            |        |
| DNF | Patrick Plisson        | Morbidelli |            |        |
| DNF | Thierry Noblesse       | Morbidelli |            |        |
| DNF | Jan Huberts            | Morbidelli |            |        |
| DNF | John Kernan            | Morbidelli |            |        |
| DNF | Kees van de Ven        | Morbidelli |            |        |
| DNF | Len Carr               | Morbidelli |            |        |
| DNF | Leigh Notman           | Morbidelli |            |        |
| DNF | Benga Johansson        | Morbidelli |            |        |
| DNF | Bennie Wilbers         | Morbidelli |            |        |
| DNF | Gordon Shirtliff       | Yamaha     |            |        |
| DNF | Roy Garnett            | Morbidelli |            |        |

## Zijspanklasse
De zijspancoureurs hadden Zweden en Finland overgeslagen en kwamen pas op het kletsnatte circuit van Silverstone weer aan de beurt. Alain Michel en Stuart Collins leidden de race van start tot finish, Rolf Biland/Kenneth Williams werden met de BEO-Yamaha tweede en Jock Taylor/James Neil, die net een nieuwe sponsor hadden gevonden, werden derde.

### Uitslag zijspanklasse
| Pos | Coureur              | Bakkenist        | Merk          | Tijd       | Punten |
| --- | -------------------- | ---------------- | ------------- | ---------- | ------ |
| 1   | Alain Michel         | Stuart Collins   | Seymaz-Yamaha | 45' 27" 56 | 15     |
| 2   | Rolf Biland          | Kenneth Williams | BEO-Yamaha    | +11" 36    | 12     |
| 3   | Jock Taylor          | James Neil       | Windle-Yamaha | +1' 02" 13 | 10     |
| 4   | Bill Hodgkins        | John Parkins     | Windle-Yamaha | +1' 10" 44 | 8      |
| 5   | George O'Dell        | Cliff Holland    | Schmid-Yamaha | +1' 23" 39 | 6      |
| 6   | Mick Boddice         | Mick Burns       | Yamaha        | +1' 27" 92 | 5      |
| 7   | Jean-François Monnin | Paul Gérard      | Seymaz-Yamaha |            | 4      |
| 8   | Dick Greasley        | Gordon Russell   | Busch-Yamaha  | +1 ronde   | 3      |
| 9   | Siegfried Schauzu    | Lorenzo Puzo     | Busch-Yamaha  |            | 2      |
| 10  | Göte Brodin          | Billy Gällros    | Windle-Yamaha |            | 1      |

1977 · 1978 · 1979 · 1980 · 1981 · 1982 · 1983 · 1984 · 1985 · 1986 · 1987 · 1988 · 1989 · 1990 · 1991 · 1992 · 1993 · 1994 · 1995 · 1996 · 1997 · 1998 · 1999 · 2000 · 2001 · 2002 · 2003 · 2004 · 2005 · 2006 · 2007 · 2008 · 2009 · 2010 · 2011 · 2012 · 2013 · 2014 · 2015 · 2016 · 2017 · 2018 · 2019 · 2021 · 2022 · 2023 · 2024 · 2025